# Буковинські архієреї
Чернівецько-Буковинські архиєреї — священнослужителі вищого ступеня, які очолюють (очолювали) Чернівецько-Буковинську єпархію з кафедрою в Чернівцях.

## Історія
Чернівецько-Буковинська єпархія виникла у 1781 році. До цього часу всі парафії та монастирі на території Буковини входили до складу інших територіальних єпархій та підпорядковувались відповідним архієреям. 

X-XII ст. ст. — київські архієреї.
Митрополити Київські
XII-XIV ст. ст. — галицькі архієреї.
Галицькі єпископи та митрополити
1401-1781 р.р. — радівецькі єпископи.
Радівецькі єпископи

## Австрійський період

### Чернівецько-Буковинська єпархія Карловацької митрополії
- Єпископ Чернівецький і Буковинський Досифей (Херескул) 12.12.1781 — 02.02.1789
- Єпископ Чернівецький і Буковинський Даниїл (Влахович) 23.03.1789 — 20.08.1822
- Єпископ Чернівецький і Буковинський Ісая (Балошескул) 17.07.1823 — 26.09.1834
- Єпископ Чернівецький і Буковинський Євгеній (Гакман) 08.05.1835 — 23.01.1873

### Буковинська митрополія
- Митрополит Буковини та Далмації Євгеній (Гакман)  23.01.1873 — 31.03.1873
- Митрополит Буковини та Далмації Феофіл (Бенделла)  13.11.1873 — 21.07.1875
- Митрополит Буковини та Далмації Феоктист (Блажевич)  22.03.1877 — 27.06.1879
- Митрополит Буковини та Далмації Сильвестр (Морар-Андрієвич)  12.03. 1880 — 03.04.1895
- Митрополит Буковини та Далмації Аркадій (Чуперкович)  16.02.1896 — 05.03.1902
- Митрополит Буковини та Далмації Володимир (Репта)  04.10.1902 — 1919

## Румунський період
Буковинська митрополія РумПЦ
- Митрополит Буковинський Володимир (Репта)  1919 — 07.11.1924
- Митрополит Буковини та Хотина Нектарій (Котлярчук) 7.11.1924 — 04.07.1935
- Митрополит Буковини, Хотина та Мармарощини Віссаріон (Пую) 17.10.1935 — 09.05.1940
- радянський період
- Митрополит Буковини, Хотина та Мармарощини Тит (Симедря) 25.07.1941 — 29.03.1944

## Радянський період
Чернівецько-Буковинська єпархія Українського екзархату РПЦ
- Єпископ Чернівецький і Буковинський Дамаскін (Малюта) 1941
- румунсько-нацистська окупація
- Єпископ Чернівецький і Буковинський Феодосій (Ковернинський) 25.02.1945 — 12.12.1947 (з липня 1944 фактично керував єпархією)
- Єпископ Чернівецький і Буковинський Андрій (Сухенко) 12.12.1947 — 09.02.1954
- Єпископ Чернівецький і Буковинський Євменій (Хорольський) 09.02.1954 — 09.12.1958
- Єпископ Чернівецький і Буковинський Григорій (Закаляк) 21.05.1959 — 16.03.1961
- Єпископ Чернівецький і Буковинський Даміан (Марчук) 16.03.1961 — 22.12.1964
- Єпископ Чернівецький і Буковинський Мефодій (Мензак) 22.12.1964 — 07.10.1967
- Єпископ Чернівецький і Буковинський Феодосій (Процюк) 07.10.1967 — 02.02.1972
- Єпископ Чернівецький і Буковинський Савва (Бабинець) 02.02.1972 — 18.03.1977
- Єпископ Чернівецький і Буковинський Варлаам (Ільющенко) 18.03.1977 — 30.12.1986
- Єпископ Чернівецький і Буковинський Антоній (Москаленко) 30.12.1986 — 23.11.1990

## Сучасність

### УПЦ МП
Чернівецько-Буковинська єпархія УПЦ
- Митрополит Чернівецький і Буковинський Онуфрій (Березовський) 09.12.1990 - 17.08.2014
- Митрополит Чернівецький і Буковинський Мелетій (Єгоренко) з 16.09.2014

### ПЦУ
- Митрополит Чернівецький і Буковинський Данило (Ковальчук) з 28.04.1990 до 02.02.2024

Чернівецька єпархія ПЦУ
- Архієпископ Чернівецький і Кіцманський Онуфрій (Хаврук) з 8.03.2013 до 02.02.2024

Чернівецько-Кіцманська єпархія ПЦУ
- Архієпископ Чернівецький і Хотинський Герман (Семанчук) з 16.11.2009 до 02.02.2024                                                                                                                                                                                                                  Чернівецько-Хотинська єпархія ПЦУ
- Єпископ Чернівецький і Буковинський Феогност (Бодоряк) з 02.02.2024                                                                                                                                                                                           Чернівецько-Буковинська єпархія ПЦУ